# 딕시 더밀리오
딕시 더밀리오(Dixie D'Amelio, 2001년 8월 12일 ~ )는 미국의 SNS 스타, 가수이다. SNS 스타 찰리 다멜리오의 언니로, 동생과 마찬가지로 틱톡을 통해 유명해졌다. 2020년 싱글 "Be Happy"를 발매하며 가수로 데뷔하였다.

## 음반 목록
- A Letter to Me (2022)

## 사생활
유튜버 겸 틱톡커인 그리핀 존슨(Griffin Johnson)과 교제한 사실이 있다.